# Neofungella dalli
Neofungella dalli is een mosdiertjessoort uit de familie van de Cerioporidae. De wetenschappelijke naam van de soort is, als Fungella dalli, voor het eerst geldig gepubliceerd in 1955 door Kluge.